# Austin Aztex (2011–2017)
Der Austin Aztex Football Club war ein US-amerikanisches Fußball-Franchise der United Soccer League aus Austin, Texas.
Gegründet wurde die Mannschaft 2011 und spielte bis zur Saison 2014 in der USL Premier Development League. In der Saison 2015 spielten die Aztex in der USL Pro. Anfang 2016 wurde bekannt, dass das Franchise aufgrund von Problemen mit dem Stadion nicht in der Saison 2016 antreten werde. Geplant war, dass das Franchise zur Saison 2017 wieder in den Spielbetrieb einsteige, was allerdings nicht umgesetzt wurde. Im September 2017 gab der USL bekannt, dass zur Saison 2019 ein neues Franchise aus Austin in die Liga aufgenommen werde.

## Geschichte

### USL Premier Development League (2012–2014)
Die Austin Aztex wurden 2011 von David Markley gegründet. Markley war vorher schon Mitinhaber der Austin Aztex, welche bis zum Ende der Saison 2010 in der USSF Division 2 Professional League spielten. Dieses Franchise wurde damals in Orlando City umbenannt.
Im September 2011 gab Markley bekannt ein neues Franchise unter dem Namen Austin Aztex gründen zu wollen, welches dann ab der Saison 2012 in der USL PDL spielte. Die neuen Aztexs spielten am 5. Mai 2012 ihr erstes Spiel und gewann dieses gegen die Texas Dutch Lions. Die Regular Season wurde mit dem zweiten Platz in der Mid-South Division beendet. In den Play-offs schieden die Texaner in den Conference Finals aus.
2013 konnte man die Regular Season mit dem ersten Platz in der Mid-South Division abschließen. In den anschließenden Play-offs erreichten die Aztex das Finale und siegten dort gegen Thunder Bay Chill mit 3:1.
Die Saison 2014 endete ebenfalls mit einem ersten Platz in der Division. Allerdings verlor die Mannschaft das Conference Final.

### USL Pro
Zur Saison 2015 wechselt die Mannschaft in die höherklassige USL Pro.

## Stadion
- House Park, Austin, Texas (2012- )

Die Heimspiele werden im House Park ausgetragen. Das American Football Stadion fasst 6.500 Zuschauer.

## Erfolge
- USL PDL Mid-South Division Champions: 2013, 2014
- USL PDL Southern Conference Champions: 2013
- USL PDL Champions 2013

## Saisonstatistik
| Jahr | Liga    | Regular Season      | Play-offs         | US Open Cup        |
| ---- | ------- | ------------------- | ----------------- | ------------------ |
| 2012 | USL PDL | 2. Platz, Mid-South | Conference Finals | nicht qualifiziert |
| 2013 | USL PDL | 1. Platz, Mid-South | Sieger            | 2. Runde           |
| 2014 | USL PDL | 1. Platz, Mid-South | Conference Finals | 2. Runde           |